# Александер, Джейми
Джейми Лорен Александер (англ. Jaimie Lauren Alexander, урождённая Джейми Лорен Тарбуш (англ. Jaimie Lauren Tarbush); род. 12 марта 1984, Гринвилл, Южная Каролина) — американская актриса.

## Биография
Джейми Александер родилась в Гринвилле, Южная Каролина и выросла в Грейпвайн, Техас, до переезда в Лос-Анджелес. Единственная девочка из пятерых детей в семье. Училась в школе Colleyville Heritage High School. В школе будущая актриса занималась борьбой.
Дебютировала в кино в 2004 году в комедии «Ловушка для белки». В 2006 году снялась в двух триллерах: кинофильме «Другая сторона» и видеофильме «Остановка», а в 2007 в видеофильме «Святое место», где сыграла девушку, которая по преданию должна сыграть важную роль в поклонении кровавому культу. В 2011 сыграла роль леди Сиф в экранизации комиксов студии Marvel Comics — «Тор».
На телевидении Джейми можно видеть в эпизодах телесериалов: «Переговорщики», «В Филадельфии всегда солнечно», «Кости», «C.S.I.: Место преступления Майами», «Сестра Джеки». В 2006—2007 годах имела постоянную роль в телесериале «Следи за мной», где играла Кейтлин Портер. В 2007 по 2009 год играла Джесси во втором и третьем сезонах телесериала «Кайл XY».
С 2015 по 2020 год играла главную роль Джейн Доу в телесериале «Слепая зона».

## Личная жизнь
С 2012 года встречалась с актёром Питером Фачинелли, с которым была помолвлена с марта 2015 года. В феврале 2016 года пара рассталась.
Амбассадор агентства Self Help Africa.

## Фильмография
| Год       |    | Русское название                    | Оригинальное название             | Роль                            |
| --------- | -- | ----------------------------------- | --------------------------------- | ------------------------------- |
| 2004      | ф  | Ловушка для белки                   | Squirrel Trap                     | Сара                            |
| 2005      | ф  | В Филадельфии всегда солнечно       | It's Always Sunny in Philadelphia | Тэмми                           |
| 2006      | ф  | Другая сторона                      | The Other Side                    | Ханна Томпсон                   |
| 2006      | с  | Переговорщики                       | Standoff                          | Барриста                        |
| 2006      | ф  | Остановка                           | Rest Stop                         | Николь Кэрроу                   |
| 2007      | с  | Следи за мной                       | Watch Over Me                     | Кэтлин Портер                   |
| 2007—2009 | с  | Кайл XY                             | Kyle XY                           | Джесси XX                       |
| 2007      | ф  | Святое место                        | Hallowed Ground                   | Лиз Чамберс                     |
| 2009      | с  | C.S.I.: Место преступления Майами   | CSI: Miami                        | Дженна Йорк                     |
| 2009      | с  | Кости                               | Bones                             | Молли Бриггс                    |
| 2010      | ф  | Любовь и другие лекарства           | Love and Other Drugs              | Кэрол                           |
| 2011      | ф  | Тор                                 | Thor                              | леди Сиф                        |
| 2011      | с  | Сестра Джеки                        | Nurse Jackie                      | Тюни Пейтон                     |
| 2011      | ки | Thor: God of Thunder                | Thor: God of Thunder              | леди Сиф                        |
| 2011      | с  | Тайные операции                     | Covert Affairs                    | Рева Клайн                      |
| 2011      | ф  | Косяки                              | Loosies                           | Люси                            |
| 2012      | с  | Восприятие                          | Perception                        | Никки Эткинс                    |
| 2013      | ф  | Возвращение героя                   | The Last Stand                    | Сара Торранс                    |
| 2013      | ф  | Перекрёсток                         | Intersections                     | Тейлор Долан                    |
| 2013      | ф  | Саванна                             | Savannah                          | Люси Стаббс                     |
| 2013      | ф  | Тор 2: Царство тьмы                 | Thor: The Dark World              | леди Сиф                        |
| 2014—2015 | с  | Агенты «Щ.И.Т.»                     | Agents of S.H.I.E.L.D.            | леди Сиф                        |
| 2015      | с  | На грани                            | The Brink                         | Гейл Свит                       |
| 2015—2020 | с  | Слепая зона                         | Blindspot                         | Джейн Доу / Эллис «Реми» Крюгер |
| 2018      | ф  | Лондонские поля                     | London Fields                     | Хоуп                            |
| 2016      | ф  | Нарушенные обеты                    | Broken Vows                       | Тара                            |
| 2021      | с  | Локи                                | Loki                              | леди Сиф                        |
| 2021      | мс | Что если…?                          | What If...?                       | леди Сиф                        |
| 2022      | ф  | Минута, когда ты проснешься мертвым | The Minute You Wake up Dead       | Делейн Мур                      |
| 2022      | ф  | Тор: Любовь и гром                  | Thor: Love and Thunder            | леди Сиф                        |
| 2022      | ф  | Пропавшая                           | Last Seen Alive                   | Лиза Спанн                      |

| Музыкальные клипы | Музыкальные клипы | Музыкальные клипы | Музыкальные клипы        |
| Год               | Название          | Роль              | Примечания               |
| ----------------- | ----------------- | ----------------- | ------------------------ |
| 2008              | «Save You»        |                   | Клип Мэтью Пэриман Джонс |